# Carl Grüneisen

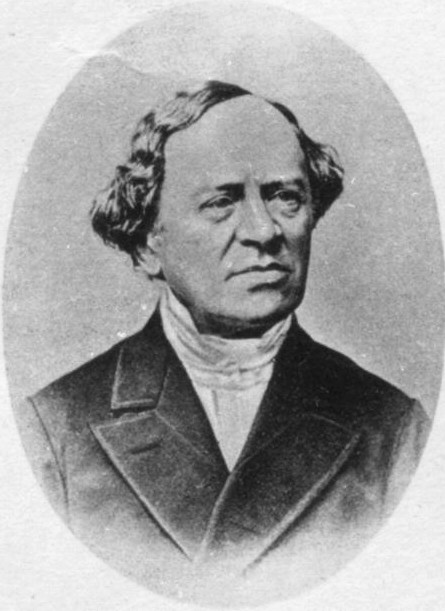
Carl Grüneisen.

Carl Grüneisen, född den 17 januari 1802 i Stuttgart, död där den 26 februari 1878, var en tysk teolog, skald och konsthistoriker.